# Związek Pracy Ludowej „Orka”
Związek Pracy Ludowej „Orka” – konspiracyjna organizacja w okresie okupacji hitlerowskiej, reprezentująca prawe skrzydło ruchu ludowego. ZPL powstał w 1941 r. na bazie Zrzeszenia Inteligencji Ludowej i Przyjaciół Wsi. Organizacja miała być miejskim odgałęzieniem ruchu ludowego, skupiającym inteligencję pochodzenia chłopskiego, a od 1944 r. także pochodzących ze wsi robotników. Jej organem było od czerwca 1941 r. pismo „Prawda Zwycięży” (w kwietniu 1942 r. przemianowane na „Orka. Prawda Zwycięży”). Kierownictwo „Orki” stanowili początkowo Wincenty Bryja, Franciszek Cikowski, Jan Gałdyn, Wacław Januszewski i Jan Trzópek; w 1944 r. w skład zarządu ZPL wchodzili oprócz W. Bryji także Jan Boniuk, Stefan Buczkowski, Feliks Popławski i Jan Jasiński. 
Najsilniejsze struktury „Orki” (około 500 członków) powstały w Małopolsce, gdzie już w styczniu 1942 r. tworzono komórki powiatowe. Władze wojewódzkie Związku stanowili Eugeniusz Garbacik, Karol Buczek, Julian Kołodziej, Karol Starmach i Jakub Zachemski; ich organem było pismo „Za Pługiem” wydawane od sierpnia 1944 r. Na Kielecczyźnie ZPL zaczął działać na początku 1942 r. Jego sieć organizacyjna objęła powiaty kozienicki, radomski, opatowski, kielecki, stopnicki, pińczowski, włoszczowski, częstochowski i olkuski skupiając 300-470 członków. Do czołowych działaczy należeli Stanisław Podrygało, Zbigniew Kawecki, Bolesław Samolej, Paweł Czapla, Władysław Chabior, Stanisław Przybysławski i Wilhelm Garncarczyk. Z „Orką” na tym terenie związane był miesięcznik „Nowe Tory”, które wydawał w 1944 r. w Ołudzy (powiat olkuski) Bronisław Szota. Na Mazowszu istniały komórki w Warszawie (Stanisław Miłkowski, Jan Boniuk, Franciszek Kielan, Henryk Kucharczyk, Szymon Nowosądzki) oraz powiatach Rawa Mazowiecka i Grójec. Na początku 1944 r. do ZPL przyłączył się Ruch Uludowienia Narodu (m.in. Czesław Michurski, kpt. Władysław Staszewski), działający od 1940 r. w powiecie Rawa Mazowiecka. Na Lubelszczyźnie „Orkę” reprezentował miesięcznik „Zielona Kadra”, wydawany wiosną 1944 r. w Olesinie (powiat Krasnystaw).
Początkowo ZPL „Orka” zachowywał niezależność od Centralnego Kierownictwa Ruchu Ludowego, co podkreślał fakt wydania przez nią w kwietniu 1942 r. własnej deklaracji ideowo-programowej.  Dopiero umowa zawarta wiosną 1943 r. uregulowała stosunki między „Rochem” a ZPL. CKRL określiło ZPL jako „wydział miejski” Stronnictwa Ludowego a „Orka” uznała, że „głównym zadaniem naszego Związku jest zdobycie i utrwalenie na terenie miejskim [...] wpływów ruchu ludowego, którego punkt ciężkości będzie jednak w dalszym ciągu znajdować się na terenie wiejskim”. 

## Literatura
- J. Gmitruk, Konspiracyjny ruch ludowy na Kielecczyźnie 1939-1945, Warszawa 1980.
- Z. J. Hirsz, Terenowa prasa konspiracyjna ruchu ludowego 1939-1945, Warszawa 1977.
- J. Marcinkowski, A. Fitowa, Ruch ludowy w Małopolsce i na Śląsku 1939-1945, Warszawa 1987.
- K. Przybysz: Konspiracyjny ruch ludowy na Mazowszu 1939–1945, Warszawa 1977.
- J. Tomasiewicz, Między Rochem" i "Szańcem": ugrupowania narodowo-chłopskie w konspiracji, „Wieki Stare i Nowe”. T. 11 (16)